# Anthophora abrupta
Anthophora abrupta är en biart som beskrevs av Thomas Say 1837. Den ingår i släktet pälsbin och familjen långtungebin. Inga underarter finns listade i Catalogue of Life.

## Beskrivning
Kroppsfärgen är svart med brunsvarta ben. Hanen har dessutom gula markeringar i ansiktet, framför allt den nedre delen. Längs med munsköldens kant har han dessutom ett band av mustaschliknande hår med feromonkörtlar, avsedda att attrahera honor. Honan har svart behåring i ansiktet, blekt brungul päls på mellankroppen och kort, svart päls på bakkroppen. Hanen har övervägande ljust gulbrun päls på huvud och mellankropp, kinder och hjässa dock med brungrå behåring. Han har dessutom  Första tergiten (segment på bakkroppens ovansida) har lång, ljus päls, övriga kort, brungrå till svartaktig. Melanistiska former av biet förekommer, men är inte vanliga. Honans kroppslängd varierar mellan 14 och 17,5 mm, med en mellankroppsbredd på 5,5 till 6,5 mm; motsvarande värden för hanen är en längd på 12 till 17 mm, och en bredd på 5 till 6 mm.

## Ekologi
Anthophora abrupta är polylektisk, den söker näring från många olika blommande växter, som bläckbärsjärnek, kanna, slingertry, praktvindan Ipomoea pandurata, rododendronarten Rhododendron viscosum, brunörter, azurpenstemon och rossläktet. Arten är aktiv från mars i de södra delarna av utbredningsområdet till juli, sällsynt senare.

### Fortplantning
Som alla pälsbin är Anthophora abrupta solitärt, det lever inte i samhällen. Ansvaret för avkomman ligger helt på honan. Biet är emellertid sällskapligt, flera honor kan bygga sina bon intill varandra. Arten är troligtvis polygam, hanarna kan para sig med flera honor, medan honan antas endast para sig en gång. Själva parningen sker på en blomma.
Honan bygger gärna boet i lera, som flodbankar eller i väggarna av hus byggda med obränt lertegel. Hon börjar med att gräva en tunnel med en genomsnittlig längd på drygt en decimeter; den undangrävda jorden används för att bygga en skorstensliknande struktur kring ingången. Varje bo har omkring 7 urnformade celler som sticker ut från tunneln. Invändigt bestryker honan cellerna med ett skyddande sekret som avsöndras från hennes dufourkörtel i bakkroppen. Cellerna fylls med en flytande blandning av pollen och nektar, med ett ägg överst. När alla cellerna är fulla, försluter honan tunnelmynningen. Äggen, som är vita, omkring 2,5 mm långa och 1 mm i diameter, kläcks efter ungefär 5 dagar. Efter omkring 4 veckor förvandlas larven till en inaktiv vilolarv (kallas även prepuppa) och som sådan övervintrar den. Efter drygt 9 månader förpuppar vilolarven sig. Puppan kläcks efter 1 till 2 veckor, och efter ytterligare 2 1/2 vecka, under vilken den fullbildade insekten mörknar i färgen, lämnar den boet.

## Ekonomisk betydelse
Arten är en betydelsefull pollinatör av många bruksgrödor som tomat, tranbär, björnbär, hallon, sparris, klöver och persimon.

## Utbredning
Anthophora abrupta förekommer i Nordamerika från södra delarna av Ontario och Quebec söderöver till Texas, Louisiana och Florida.

## Bildgalleri

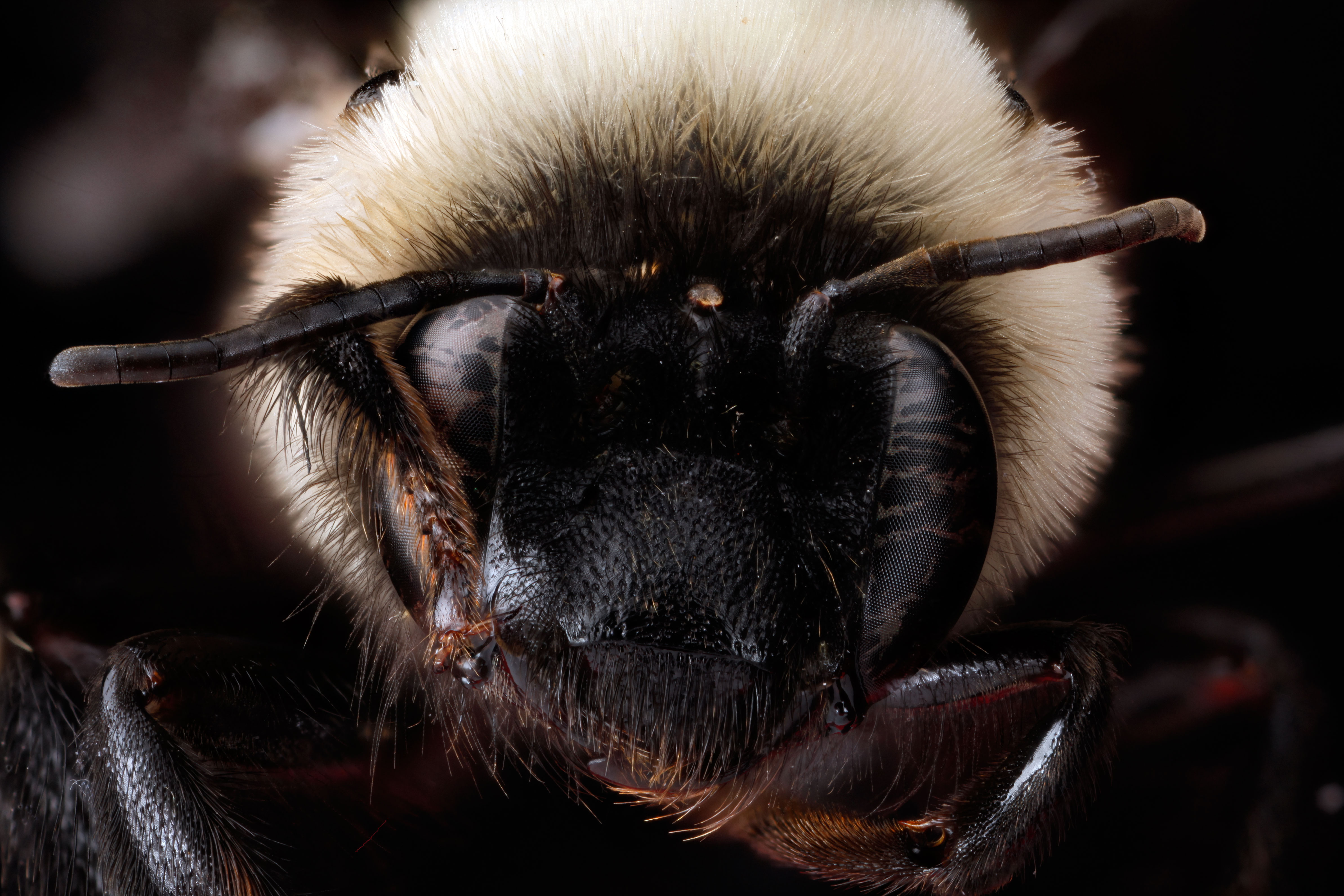
Hona, ansikte.
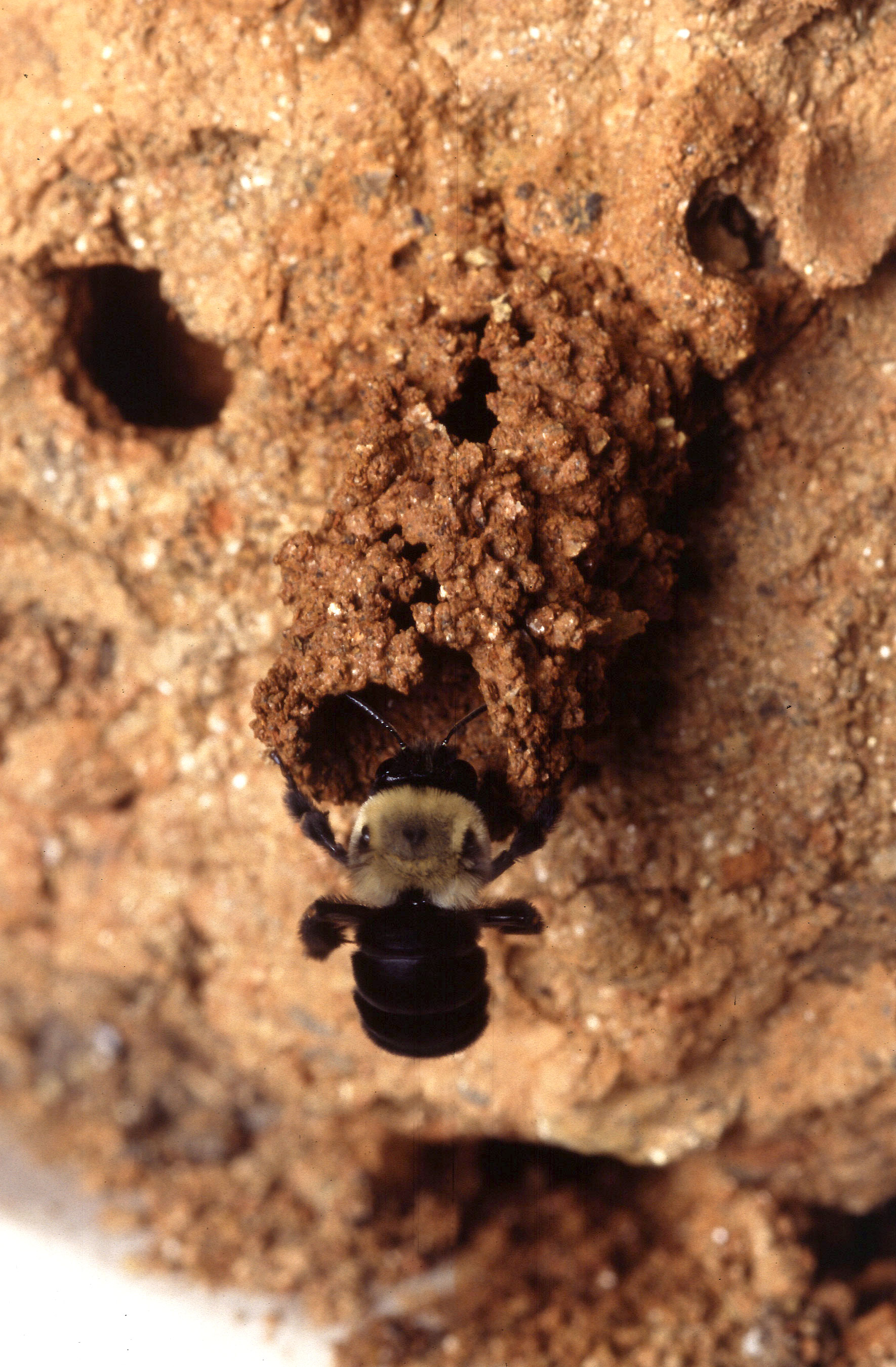